# La mujer de Judas
La mujer de Judas é uma telenovela venezuelana exibida pela RCTV em 2002. Foi protagonizada por Chantal Baudaux, Juan Carlos García e Astrid Carolina Herrera em 126 episódios.

## Elenco
- Chantal Baudaux como Gloria Leal
- Juan Carlos García como Salomón Vaismann
- Astrid Carolina Herrera como Altagracia Del Toro †
- Luis Gerardo Núñez como Marcos Rojas Paúl
- Gledys Ibarra como Marina Batista †
- Julie Restifo como Joaquina Leal "La Joaca"
- Javier Vidal como Ludovico Agüero Del Toro
- Dora Mazzone como Elda "Chichita" de Agüero Del Toro
- Fedra López como Ricarda Araujo de Ramírez
- Kiara como Laura Briceño
- Albi De Abreu como Alirio Agüero Del Toro †
- Roberto Moll como Buenaventura Briceño †
- Karl Hoffman como Ernesto Sinclair †
- Mirela Mendoza como Emma Brand Echenagucia †
- Ámbar Díaz como Petunia López Redill
- Nacho Huett como Ismael Agüero Del Toro †
- Estefania López como Cordelia Araujo Ramírez
- Concetta Lo Dolce como Sagrario Del Toro Sinclair †
- Sandy Olivares como Renato Fabianni “René”
- Alejandro Otero como Francisco Cañero "Pancho"
- Kareliz Ollarves como Micaela Bellorín
- Juan Carlos Tarazona como Sebastián Rojas Paúl †
- Freddy Aquino como Gabriel Perdomo
- Betty Ruth como Berenice Vda. de Del Toro †
- Elisa Stella como Isabel †
- Virginia Vera como Santia Del Carmen †
- Juan Carlos Gardié como Julián Morera †
- Rodolfo Renwick como Simón Rojas Paúl
- Marcos Campos como Leoncio Ramírez
- Deyalit López como Lila
- Rhandy Piñango como Calixto †
- Liliana Meléndez como Rebeca Araujo
- Susej Vera como Lorena de Cañero
- Ileana Aloma como Ivonne Del Toro †
- Kristin Pardo como Carmen Rosaura Guerrero †
- Miguel Augusto Rodríguez como Pitercito †
- Maria Elena Pereira como Dulce

## Versões
- La mujer de Judas (2012) - uma telenovela mexicana produzida pela TV Azteca.